# Pat Clohessy
Pat Clohessy (eigentlich Patrick Clohessy; * 16. Mai 1933) ist ein ehemaliger australischer Langstreckenläufer.

## Karriere
Bei den British Empire and Commonwealth Games 1962 wurde er Siebter über drei Meilen und schied im Vorlauf des Meilenlaufs aus.
1963 wurde er US-Meister über drei Meilen. Über dieselbe Distanz wurde er für die University of Houston startend 1961 und 1962 NCAA-Meister.
Beim Western Hemisphere Marathon 1963 und beim Victorian Marathon Club Marathon 1965 wurde er jeweils Zweiter.
Später trainierte er unter anderem den Marathonläufer Robert de Castella. 1988 wurde er als Member of the Order of Australia ausgezeichnet und 1997 in die Sport Australia Hall of Fame aufgenommen.

## Persönliche Bestzeiten
- 5000 m: 13:53,2 min, 7. Juni 1963, Compton
- 10.000 m: 30:07,5 min, 3. Januar 1964, São Paulo
- Marathon: 2:22:32 h, 24. Juli 1965, Preston